# Tharra lamma
Tharra lamma är en insektsart som beskrevs av Nielson 1975. Tharra lamma ingår i släktet Tharra och familjen dvärgstritar. Inga underarter finns listade i Catalogue of Life.